# Слатинський Дреноваць
Слатинський Дреноваць (хорв. Slatinski Drenovac) — населений пункт у Хорватії, в Вировитицько-Подравській жупанії у складі громади Чачинці.

## Населення
Населення за даними перепису 2011 року становило 50 осіб.
Динаміка чисельності населення поселення:

## Клімат
Середня річна температура становить 10,73 °C, середня максимальна – 24,60 °C, а середня мінімальна – -5,18 °C. Середня річна кількість опадів – 801 мм.
| Клімат поселення                              | Клімат поселення | Клімат поселення | Клімат поселення | Клімат поселення | Клімат поселення | Клімат поселення | Клімат поселення | Клімат поселення | Клімат поселення | Клімат поселення | Клімат поселення | Клімат поселення | Клімат поселення |
| Показник                                      | Січ.             | Лют.             | Бер.             | Квіт.            | Трав.            | Черв.            | Лип.             | Серп.            | Вер.             | Жовт.            | Лист.            | Груд.            |                  |
| Середній максимум, °C                         | 6,94             | 8,22             | 12,66            | 16,48            | 21,48            | 24,60            | 23,92            | 23,30            | 19,41            | 14,74            | 9,09             | 4,99             |                  |
| Середня температура, °C                       | 0,87             | 2,16             | 6,59             | 10,41            | 15,41            | 18,54            | 20,48            | 19,85            | 15,96            | 11,28            | 5,64             | 1,54             |                  |
| Середній мінімум, °C                          | −5,18            | −3,91            | 0,53             | 4,35             | 9,36             | 12,48            | 17,02            | 16,39            | 12,50            | 7,82             | 2,18             | −1,9             |                  |
| Норма опадів, мм                              | 49               | 45               | 51               | 64               | 77               | 97               | 74               | 75               | 63               | 68               | 77               | 61               |                  |
| Середньомісячна швидкість вітру, м/с          | 2.14             | 2.42             | 2.72             | 2.62             | 2.32             | 2.12             | 2.08             | 1.92             | 1.94             | 2.03             | 2.14             | 2.21             |                  |
| Середньомісячна сонячна радіація, кДж/м²·день | 4231             | 6982             | 10778            | 15213            | 19199            | 21325            | 22170            | 19971            | 14743            | 9233             | 4823             | 3592             |                  |
| --------------------------------------------- | ---------------- | ---------------- | ---------------- | ---------------- | ---------------- | ---------------- | ---------------- | ---------------- | ---------------- | ---------------- | ---------------- | ---------------- | ---------------- |
| Джерело:                                      |                  |                  |                  |                  |                  |                  |                  |                  |                  |                  |                  |                  |                  |